# Helge Løvland
Helge Andreas Løvland (Froland, 11 mei 1890 - Oslo, 26 april 1984) was een Noors atleet.

## Loopbaan
Løvland was tijdens de Olympische Zomerspelen 1920 in het Belgische Antwerpen de Noorse vlaggendrager tijdens de openingsceremonie. Løvland won tijdens deze spelen de gouden medaille op de tienkamp en behaalde bij de vijfkamp de vijfde plaats.

## Belangrijkste prestaties

### Vijfkamp
| Jaar | Wedstrijd | Plaats | Punten    |
| ---- | --------- | ------ | --------- |
| 1920 | OS        | 5e     | 14 punten |

### Tienkamp
| Jaar | Wedstrijd | Plaats | Punten   |
| ---- | --------- | ------ | -------- |
| 1920 | OS        | Goud   | 6804,355 |